# Марта Стјуарт
Марта Хелен Стјуарт (рођена Костјура енгл. Martha Stewart; Њу Џерзи, 3. август 1941) америчка је бизнисменка, списатељица, куварица, телевизијска личност и бивша манекенка. Као оснивачица Martha Stewart Living Omnimedia, успех је постигла разним пословним подухватима који су обухватали издаваштво, емитовање, трговину и е-трговину. Написала је бројне бестселер књиге, издавачица је магазина Martha Stewart Living.
Године 2004. године Стјуарт је осуђена због оптужби везаних за случај трговања акцијама фармацеутске компаније ImClone Systems. Било је нагађања да ће инцидент ефективно окончати њено медијско царство али 2005. године Стјуарт је започела кампању повратка и њена компанија се вратила у профитабилност у 2006. години. Стјуарт се поновно придружила управном одбору Martha Stewart Living Omnimedia 2011. године и поново је постала председница компаније 2012. године.

## Детињство и младост
Марта Стјуарт рођена је у Њу Џерзију 3. августа 1941. године. Она је друго од шестеро деце рођених родитељима средње класе, Едварда Костјура (1912–1979) и Марте Ружковски Костјура (1914–2007), а у потпуности је пољског порекла. Када је Стјуарт имала три године, породица се преселила у Натли.  Усвојила је име Грејс за своје католичко име.
Кад је Стјуарт имала 10 година, радила је као повремена дадиља за децу Мајкија Мантлија, Јогија Бера и Џил Макдугала, све играче Њујоркшких Јенкија.  Мантлији имали су четири сина, за које је Стјуарт организовала рођенданске забаве. Такође је почела да се бави манекенством. Са 15 година Стјуарт је приказана у телевизијској реклами за Unilever. Наставила је да се појављује у телевизијским рекламама и часописима, укључујући и рекламе за цигарете. Током својих факултетских година, новац за стипендије допуњавала је „моделирањем послова по 50 долара на сат - што је у то време било много новца“. Њени клијенти су укључивали и Шанел.
Стјуартова мајка научила ју је кувати и шити. Касније је научила процесе конзервирања када је посетила дом својих бака и деда, у Њујорку. Њен отац је имао страст према баштованству и преносио је много свог знања и стручности на своју ћерку. Стјуарт је такође била активна у многим ваннаставним активностима, као што су школске новине и уметнички клуб.
Стјуарт је завршила средњу школу у Натлију. Похађала је Барнард Колеџ с универзитета Колумбиј, првобитно планирајући смер хемија, али прелази на уметност, историју, а касније и историју архитектуре. Да би платила школарину на факултетима, урадила је модно моделирање за Шанел. За то време, упознала је Андрјуа Стјуарта, који је завршио правни факултет на Јејлу. Венчали су се у јулу 1961. Вратила се у Барнард годину дана након њиховог брака, да би дипломирала са двоструком дипломом из историје и историјом архитектуре.

## Каријера
Марта Стјуарт је 1967. године започела каријеру као берзански посредник, професију свог свекра. У међувремену, њен муж основао је издавачку кућу и био извршни директор неколико. Пар се преселио у Конектикат где су купили и обновили сеоску кућу 1805. године која ће касније постати модел за ТВ студио њене касније телевизије. Године 1976. Стјуарт је започела угоститељски посао у свом подруму са пријатељицом из својих дана моде, Нормом Колијер. Подухват је убрзо постао успешан, али покварен када је Колијер тврдила да је са Мартом тешко радити, а такође је имала угоститељске послове са стране. Стјуарт је убрзо купила свој део посла. Стјуарт је такође ангажована као менаџерка гурманске продавнице хране, Маркет Баскет, али након неслагања са власницима у мини тржном центру, била је избачена и отворила сопствену продавницу.
Ендру је постао председник угледног издавача у Њујорку. Године 1977. био је одговоран за издавање енглеског издања серије Тајна књига гнома, холандских аутора Вил Хујгена и Ријена Пуртвлиета, који је брзо постао успех и нашао се на листи најбољег продавача Тајмса.
Њихов пријатељ Алан Миркен је био импресиониран Мартиним талентом као кувар и домаћица, а касније је контактирао с њом да развије куварску књигу са рецептима и фотографијама са журки на којима је Ендру био домаћин. Резултат је била њена прва књига, Entertaining (13. децембра 1982), [41] коју је написала Елизабет Хејвс.
Након успеха прве књиге, Стјуарт је објавила много других књига,, укључујући: Martha Stewart's Quick Cook (1983), Martha Stewart's Hors D'oeuvres (1984), Martha Stewart's Pies & Tarts (1985), Weddings (1987), The Wedding Planner (1988), Martha Stewart's Secrets for Entertaining (1988), Martha Stewart's Quick Cook Menus (1988), и Martha Stewart's Christmas (1989). Током тог времена, написала је и на десетине колумни из новина, чланака из часописа и других дела о кувању, а приредила је и бројне телевизијске наступе у емисијама Опре Винфри и Лари Кинг Лајв. Стјуартови су се растали 1987. године, а развели се 1990. године.
Године 1990. године Марта је потписала уговор са компанијом Time Publishing Ventures за развој новог часописа Martha Stewart Living за коју би она била био главни уредник. Прво издање објављено је крајем 1990. са почетном основом од 250.000. Тираж је достигао врхунац у 2002. години у више од 2 милиона примерака по издању. Године 1993. почела је недељни полусатни телевизијски програм, такође зван Martha Stewart Living, на основу свог часописа. Емисија се проширила на радне дане 1997. године, а касније и на целочасовну емисију 1999. године са полусатним епизодама викендом, а трајала је до 2004. године. Стјуарт је такође постала чест сарадник NBC-ове емисије Today Show.
На насловној страни издања за мај 1995. године, њујоршки магазин прогласио ју је "америчком женом нашег времена".
Септембра 1997. године, уз помоћ пословног партнера Шарона Патрика, Стјуарт је успела да обезбеди средства за куповину различитих телевизијских, штампарских и трговачких подухвата везаних за бренд Марта Стјуарт и обједини их у нову компанију, названу Martha Stewart Living Omnimedia (МСЛО). Стјуарт је служила као председавајућа, председница и извршна директорка нове компаније, а Патрик је постао главни оперативни директор. Организујући сву имовину бренда под једним кровом, Стјуарт је сматрала да може промовисати синергију и имати бољу контролу над брендом кроз активности пословања. Тог истог месеца Стјуарт је најавила покретање веб локације и каталога. Компанија је такође имала посао са цвеће где су достављали све директно до потрошача.
Дана 19. октобра 1999. године Martha Stewart Living Omnimedia изашла је у јавност на берзи у Њујорку под ознаком МСО. Почетна јавна понуда била је постављена на 18 УСД по акцији, а на крају трговања скупила се на 38 УСД, што је Марту довело до тога да постане милијардерка на папиру. Цена акција полако се смањила на 16 долара по акцији до фебруара 2002. Стјуарт је тада била и даље већински акционар, управљајући 96% контролом гласачке моћи у компанији.

## Деонице
Према америчкој Комисији за хартије од вредности (СЕЦ), Стјуарт је избегла губитак од 45.673 долара продајом свих 3.928 акција својих акција ImClone Systems 27. децембра 2001. године, након што је од Питера Бацановића, који је био њен посредник у Merrill Lynch, добила материјалне, необјављене информације. Дан након њене продаје, вредност акција пала је 16%. У месецима који су уследили, Стјуарт је помно пропратила медије, укључујући насловницу Newsweek под насловом „Мартин хаос“. Значајно је да је 25. јуна 2002., водитељка кулинарске емисије Џејн Клејсон питала о акцијама Марту током етра. Стјуарт је наставила да сече купус и одговорила је: „Желим да се фокусирам на своју салату.“ Дана 3. октобра 2002, Стјуарт је поднела оставку на своје место, које је задржала четири месеца.
Дана 4. јуна 2003. године, Марту је влада оптужила по девет тачака оптужнице, укључујући оптужбе за превару са хартијама од вредности и ометање правде. Стјуарт се добровољно повукла са места извршног директора и председавајуће компаније МСЛО, али је остала као главни креативни директор. Суђење је кренуло у јануару 2004. године. Тужиоци су показали да је Бацановић наредио свом помоћнику да каже Марти да директор компаније ImClone, Самуел Д. Ваксал, продаје све своје акције пре негативног решења о храни и лековима. Очекивало се да ће акција ФДА изазвати пад акција ImClone.
Моника Бим, акционарка МСЛО-а, такође је покренула изведену тужбу против ње и других директора и службеника компаније.

### Пресуда
Након медијски попраћеног шестонедељног суђења, Стјуарт је проглашена кривом у марту 2004. године за кривично дело завере, опструкцију поступка агенције и давање лажних изјава савезним истражитељима, а осуђена је у јулу 2004. на издржавање петомесечног мандата у савезној поправној установи и двогодишњем периоду надзираног пуштања (укључујући пет месеци електронског праћења).
Бацановић и Ваксал су такође осуђени за савезне оптужбе и осуђени на затворске казне. Стјуарт је такође платила казну у износу од 30.000 УСД.
У августу 2006. године, Америчка комисија за хартије од вредности је објавила да је пристала да реши парнични случај против Марте. На основу нагодбе, Стјуарт је пристала да исплати 58.062 УСД (укључујући камате због губитака које је избегла), као и цивилну казну од три пута избегнутог губитка, односно 137.019 УСД. Такође се сложила са петогодишњом забраном обављања дужности директора, генералног директора, генералног директора, или било које друге улоге службеника одговорних за припрему, ревизију или обелодањивање финансијских резултата било ког јавног предузећа. Јуна 2008. године, Гранична агенција Велике Британије одбила је да јој одобри визу за улазак у Уједињено Краљевство због кривичне пресуде због ометања правде. Планирала је да разговара на Краљевској академији о питањима моде и индустрије забаве.

### Лишење слободе
Стјуарт је хтела да иде у затвор у Конектикату или на Флориди. Није желела да служи у кампу савезног затвора, Алдерсон у Западној Вирџинији, због удаљене локације; 2004. године, њен адвокат је рекао да ће даљина отежати посету њеној тада 90-годишњој мајци. Судија Миријам Голдман Кедарбаум препоручила је Савезном заводу за затворске казне (БОП) да Стјуарт добије свој први избор, Савезну затворску установу, Данбури, или њен други избор, Федерални затворски комплекс, Колман. Међутим, портпарол америчког Министарства правде рекао је да је неће послати у Данбури, јер би медији могли превише лако приступити објекту. Биро није могао да пошаље Марту у Колман, због компликација од урагана Иван; Колманов комплекс је тада био попуњен зато што су затворенице из Федералне затворске установе Маријана пресељене у Колман. Стога је Федерални затворски биро доделио Марту Алдерсону. Портпарол је рекао да је забринут што би овакво додељивање затвора могло бити осветољубиво. Стјуартова ћерка Алексис рекла је да верује да "можда има смисла да је пошаљу далеко".
Судија Кадербаум наредила је Марти да се јави на затворску казну пре 14:00 по подне. 8. октобра 2004.  До 27. септембра 2004. Стјуарт је добила ИД број 55170-054. Дана 8. октобра 2004. око 6:15 часова, пријавила се у ФПЦ Алдерсон.  Стјуарт је рекла да је њен надимак био "М. Диди" док је била у затвору и да је пронашла посао и да је постала неформална веза између администрације и њених затвореника. Пипл (часопис): "Неки су очекивали да ће америчка богиња домаћег савршенства пасти у крајњи очај." Стјуарт је пуштена из Алдерсона 4. марта 2005. у 12:30. Потом је постављена на двогодишњи мандат под надзором пуштања на слободу; током пет од тих месеци била је смештена у кућни притвор са електронским надзором. Марти је у својој резиденцији у Бедфорду у Њујорку служио као кућни притвор. Било јој је дозвољено да напушта своју кућу 48 сати недељно због посета повезаних са радом. Након што је кућно затварање завршило, али док је њено надзирано пуштање настављено, од ње се тражило да остане запослена и да се не повезује са људима који имају криминалне досијее. Поред тога, током супервизијског пуштања, требало је да добије дозволу савезних званичника уколико ће напустити надлежност Окружног суда Сједињених Држава за Јужни округ Њујорка.

## Тренутни пројекти
Након пуштања из затвора у марту 2005. године, Стјуарт је започела веома популарни повратак и поново се укључила у Martha Stewart Living. Понуде њене компаније проширена је тако да укључује нову линију готовог намештаја за дом, а њена линија фарби за унутрашње тржиште постала је доступна у већим продавницама. Ипак, њен најјачи промотивни аспект био је телевизија. Стјуарт се вратила на дневну телевизију са емисијом  The Martha Stewart Show и 
у емисији The Apprentice: Martha Stewart. Обе емисије премијерно су представљене у септембру 2005. године. Друга емисија није имала другу сезону због лошег одзива код публике.
Октобра 2005, Стјуарт је издала нову књигу под називом The Martha Rules, о покретању и управљању новим послом  а месец дана касније, њена компанија је објавила Martha Stewart Baking Handbook (књига о кувању). Октобра 2006. године објављен је приручник о одржавању куће Martha Stewart's Homekeeping Handbook. Такође редовно доприноси сегментима кувања, заната и баштованства у разним емисијама. Свакодневне дневне емисије Марте номиноване су у шест категорија за 33. дневну награду Еми у 2006. години, укључујући Најбољи домаћин и Најбоља емисија.
Марта је покренула продају линију кућа које носе њено име у почетку у држави Северна Каролина, а на крају и на разним другим локацијама широм земље. Прве куће, које су инспирисале Мартине куће у Њујорку и Острво Маунт Дезерт у Мејну, завршене су почетком 2006. Коначно, планирано је 650 домова, са ценама од ниских 200.000 до средњих 400.000 долара. У септембру 2007. године лансирала је врхунску линију кућних потрепштина. Стјуарт је изјавила да је дизајнирала више од 2000 артикала искључиво за ланац трговина Macy's. Линија укључује постељину, каду, посуђе и прибор за јело. Поред телевизије и трговине, МСЛО је у новембру 2005. покренуо 24-сатни сателитски радио канал на којем Марта тренутно гостује једном недељно.
Стјуарт се такође посебно појавила у комично-драмској серији Ружна Бети, 16. новембра 2006., у епизоди "Четири захвалности и сахрана", у којој је својој пријатељици дала савете како да се припреми ћуретина.
У јулу 2006. године, Мартина компанија најавила је вишегодишњи уговор са компанијом ФЛОР, Инц., еколошки прихватљивим произвођачем модних подних облога високог стила, за производњу и пласирање на тржиште нове линије тепиха за плочице. Ова линија представљена је 2007. године са препознатљивим дизајном и палетом боја повезаних са брендом Марте Стјуарт. Споразум са ФЛОР-ом био је део растућег програма намештаја за кућу који укључује широк спектар производа.
Дана 14. септембра 2007., компанија је објавила да је потписала партнерство са Е&Ј Гало Винери за производњу винске марке са етикетом Martha Stewart Vintage (која се продаје у шест градова, у јануару 2008., по 15 долара).
У јулу 2008., занатски предмети под именима "Martha Stewart Celebrate" и "Martha Stewart Create", премијерно су представљене у Вал-Март продаваоницама. До договора је дошло делом и због затварања више од 600 продавница компаније К-Март у Сједињеним Државама.
Преласком са емитоване телевизије на кабловску, 26. јануара 2010.,  компаније Hallmark Channel и Martha Stewart Living Omnimedia најавили су вишегодишње стратешко партнерство. Њена једносатна дневна телевизијска серија Марта, преселила се на канал Халмарк 13. септембра 2010. године, на Халмарку је емитовала две сезоне, пре отказивања почетком 2012., а последња епизода емитовала се 11. маја 2012.
Њујоршки магазин је 2011. године известио да је Мартина компанија само у једној од претходних осам година зарадила профит. Исте године, Стјуарт је представила нову 30-минутну емисију, Martha Bakes, на каналу Халмарк.
Стјуарт је глумила у серији Ред и закон: Одељење за специјалне жртве у једној епизоди. Играла је директорку приватне школе у епизоди под називом "Крива учења".
Нова телевизијска серија, Martha Stewart's Cooking School, објављена је на каналу ПБС у октобру 2012. Свака недељна, 30-минутна епизода покрива технике и основе кувања. Заснована је на истоименој књизи.
У јесен 2016. године премијерно је представљена нова емисија у којој су учествовали Марта и њен пријатељ Снуп Дог под називом Martha & Snoop's Potluck Dinner Party, на којој су приказане игре, рецепти и музички гости.
У јуну 2018. Марта је започела емитовање као нови судија за такмичење у кувању на Food Network мрежи.
У фебруару 2019. године, канадска компанија за производњу марихуане, Canopy Growth, најавила је да ће се Марта придружити њиховој компанији као саветница.

## Приватни живот
Године 1961. удала се за Ендруа Стјуарта, тада студента Правног факултета Јејл. Њихово једино дете, ћерка по имену Алексис, рођена је 1965. године. Пар се растао 1987. а развео се 1990. Након тога, Марта се забављала са Ентонијем Хопкинсом, али прекинула је везу након што је видела филм Кад јагањци утихну. Изјавила је да не може избећи да повеже Хопкинса с ликом Ханибала Лектора.
Марта је наводно излазила са милијардером Чарлсом Симоњијем, који је био рани запосленик Мајкрософта и шеф њихове софтверске групе, 15  година са малим прекидима Раскинули су се око фебруара 2008.
Марта је велики љубитељ животиња. Њени кућни љубимци укључују псе чау чау, француске булдоге, хималајске мачке и поније па чак и коња. Стјуарт је такође направила видео снимак у име крзнених животиња у затвору. Марта је изјавила: "Носила сам право крзно, али, као и многи други, променила сам се када сам сазнала шта се заправо догађа са тим животињама." Она је снимила саопштење о услугама у име организације за заштиту животиња на фармама Farm Sanctuary.
Марта Костјура, Мартина мајка, умрла је у 93. години живота 16. новембра 2007. године.